# From the Heart: Greatest Hits
From The Heart: Greatest Hits es un álbum recopilatorio de la cantante galesa Bonnie Tyler, publicado el 10 de marzo de 2007 por Sony Music Entertainment. El álbum contiene canciones de diez álbumes de estudio anteriores de Tyler, incluyendo sus sencillos más exitosos «Total Eclipse of the Heart», «Holding Out for a Hero» y «It's a Heartache».
La compilación fue más exitoso en Irlanda, donde alcanzó el número 2 en las listas de álbumes irlandesa.

## Antecedentes
El álbum fue el primer lanzamiento oficial de Tyler desde el lanzamiento de su álbum de estudio de 2005, Wings.

## Contenido
From The Heart: Greatest Hits contiene diecisiete pistas que abarcan toda la carrera de Tyler desde el lanzamiento de «Lost in France» (1976) a su más reciente sencillo en el momento, «Louise». El disco se abre con las canciones más notables de Tyler, y más tarde incluye pistas que no eran sencillos, como «Streets of Little Italy» de Hide Your Heart (1988) y «In My Life» de Heart Strings (2003). La compilación concluye su exitoso sencillo de 2003 «Si demain... (Turn Around)», una versión francesa de «Total Eclipse of the Heart» con Kareen Antonn que se convirtió en un gran éxito en Francia. Los sencillos no habían sido lanzados en el Reino Unido hasta que se produjo esta compilación.

## Lista de canciones
| N.º | Título | Escritor(es) | Duración |  |

## Posicionamiento en las listas
| País (2007)                       | Mejor posición |
| --------------------------------- | -------------- |
| Irlanda (IRMA)                    | 2              |
| Nueva Zelanda (Recorded Music NZ) | 26             |
| España (PROMUSICAE)               | 76             |
| Reino Unido (UK Albums Chart)     | 31             |

- Datos: Q693337

1. ↑  «GFK Chart-Track» (en inglés). Irish Singles Chart. GfK.  Consultado el 6 de diciembre de 2014.
2. ↑  «Bonnie Tyler – From the Heart: Greatest Hits» (en inglés). Charts.org.nz. Hung Medien.  Consultado el 6 de diciembre de 2014.
3. ↑  «Bonnie Tyler – From the Heart: Greatest Hits» (en español). Spanishcharts.com. Hung Medien.  Consultado el 6 de diciembre de 2014.
4. ↑  «Bonnie Tyler | Artist Chart History | Official Charts» (en inglés). Official Charts Company.  Consultado el 6 de diciembre de 2014.